# Ricky Carmichael
Ricky Carmichael (Clearwater, Florida, 27 november 1979) is een Amerikaans voormalig motorcrosser. Zijn vele titels leverden hem de bijnaam The GOAT (Greatest Of All Time) op.

## Carrière
Na een dominant begin van zijn carrière in de amateurkampioenschappen maakte Carmichael zijn profdebuut in 1997 met Kawasaki. Carmichael bleek zeer snel te zijn in de Supercross, maar ook onregelmatig. Valpartijen kostten hem de titel in het voordeel van Tim Ferry. In het outdoorkampioenschap bleek hij veel meer in zijn element te zijn. Hij versloeg de regerende kampioen Steve Lamson en won de titel in zijn eerste jaar. Carmichael maakte zijn verlies in de supercross goed in 1998 door alle wedstrijden te winnen in het East Coast kampioenschap. Ook outdoor verdedigde hij zijn titel met sprekend gemak. In 1999 besloot Carmichael het supercrosskampioenschap te rijden in de 250cc-klasse. Hij begon redelijk aan het seizoen, maar na een zware valpartij moest hij een paar wedstrijden aan de kant blijven. Uiteindelijk eindigde hij buiten de top tien. Het outdoor seizoen reed hij nog in de 125cc, en behaalde de titel voor de derde keer op rij.
Vanaf 2000 stapte Carmichael definitief over naar de 250cc. In de supercross werd hij veel regelmatiger en sloot het kampioenschap af als vijfde. In de outdoors leek hij nauwelijks tegenstand te hebben en won overtuigend het kampioenschap. Dat najaar won hij voor het eerst de Motorcross der Naties met de Amerikaanse ploeg. In 2001 domineerde Carmichael de tegenstand op alle vlakken, en won zowel de supercross- als outdoortitel. Vanaf 2002 besloot hij uit te komen op Honda. Na een mislukt begin van het supercross-seizoen behaalde hij uiteindelijk toch de titel. In de outdoors presteerde hij het schier onmogelijke: Carmichael won alle wedstrijden en werd voortijdig kampioen. In 2003 won hij opnieuw beide titels. In het seizoen 2004 miste Carmichael het supercross-seizoen door een knieblessure. Hij won het outdoorkampioenschap opnieuw na weer een perfect seizoen waarin hij alle wedstrijden won. In 2005 stapte Carmichael over op Suzuki. Hij behaalde weer beide titels, na in het outdoor weer alle wedstrijden te hebben gewonnen. Hij won voor de tweede keer de Motorcross der Naties. Hij kondigde in 2006 aan dat het zijn laatste volledige seizoen zou worden en dat hij van plan was te stoppen in 2007. Hij won de supercrosstitel na een spannende strijd met James Stewart en Chad Reed. Carmichael haalde opnieuw de outdoortitel binnen na een spannend duel met Stewart. Hij miste de laatste wedstrijd door een schouderblessure, maar de titel was al binnen. In 2007 reed Carmichael maar een beperkt aantal wedstrijden, maar won wel elke wedstrijd waaraan hij deelnam. Hij won voor de derde keer de Motorcross der Naties.
Carmichael besliste om na zijn motorcrosscarrière deel te nemen aan stockcarwedstrijden in de NASCAR, vooral als doel om mee de wagens te ontwikkelen. Hij eindigde als tweeëntwintigste in zijn eerste jaar. In 2010 wist hij het seizoen als dertiende af te sluiten. Hij behaalde zijn eerste poleposition in 2011, maar wist niet te winnen. Hierna besloot hij te stoppen met racen.
Achteraf maakte Carmichael nog een gastoptreden in een aflevering van Top Gear, naast zijn goede vriend Ken Block.

## Palmares
- 1997: AMA 125cc Outdoor Nationals kampioen
- 1998: AMA SX Lites East Coast kampioen
- 1998: AMA 125cc Outdoor Nationals kampioen
- 1999: AMA 125cc Outdoor Nationals kampioen
- 2000: AMA 250cc Outdoor Nationals kampioen
- 2000: Winnaar Motorcross der Naties
- 2001: AMA SX Class kampioen
- 2001: AMA 250cc Outdoor Nationals kampioen
- 2002: AMA SX Class kampioen
- 2002: AMA 250cc Outdoor Nationals kampioen
- 2003: AMA SX Class kampioen
- 2003: AMA 450cc Outdoor Nationals kampioen
- 2004: AMA 450cc Outdoor Nationals kampioen
- 2005: AMA SX Class kampioen
- 2005: AMA 450cc Outdoor Nationals kampioen
- 2005: Winnaar Motorcross der Naties
- 2006: AMA SX Class kampioen
- 2006: AMA 450cc Outdoor Nationals kampioen
- 2007: Winnaar Motorcross der Naties
- 2017 Ricky vs Ronnie Mac